# عبد العزيز يوسف العدساني
عبد العزيز يوسف العدساني (1931 - 25 يونيو 2015) نائب سابق في مجلس الامة الكويتي ، ورئيس ديوان المحاسبة الكويتي ، حاصل على شهادة دبلوم تجارة تخصص محاسبة عام 1971.

## محليا
- نائب رئيس المجلس البلدي من عام 1972 إلى عام 1974.
- رئيس البلدية ورئيس المجلس البلدي من عام 1974 إلى عام 1984.
- عضو في مجلس التخطيط منذ عام 1976 إلى عام 1981.
- عضو مجلس الأمة للدورات البرلمانية 1992 و 1996 (عن دائرة كيفان).
- عضو بالمجلس الأعلى للتخطيط والتنمية من 15 أكتوبر 2008 حتى 2015.
- رئيس لديوان المحاسبة بموجب المرسوم الأميري رقـم 37 لسنة 2009 الصادر في 24 فبراير 2009 (الرئيس السابع لديوان المحاسبة).

## إقليميا
- حصل على منصب أمين عام منظمة المدن العربية، وهي منظمة إقليمية عربية تتخذ من دولة الكويت مقرا لها.

## دوليا
- نائب الرئيس لشئون الإقليم العربي في الاتحاد الدولي للسلطات المحلية، ومقره هولندا من عام 1995 وحتى 2015.

## السجل التكريمي
- نال وسام ملكي برتبة قائد من المملكة المغربية الشقيقة في عام 1990.
- قلد وسام رئيس الجمهورية الألمانية برتبة ممتاز في عام 1993.
- حاز على عضوية الزمالة الفخرية لجمعية الفكر المحاسبي في عام 2006.